# Bahnstrecke Blonay–Chamby
| Lageplan der Strecke |                     |                                        |                                        |
| Streckennummer (BAV): | 115                 |                                        |                                        |
| Fahrplanfeld: | 115, 115.1          |                                        |                                        |
| Streckenlänge: | 2,95 km             |                                        |                                        |
| Spurweite: | 1000 mm (Meterspur) |                                        |                                        |
| Stromsystem: | 900 Volt =          |                                        |                                        |
| Maximale Neigung: | 50 ‰                |                                        |                                        |
| |                     |                                        |                                        |
| \| \| \| \| \| \| \| \| MVR von Vevey \| \| \| \| 5,7300,00 \| Blonay \| 620 m ü. M. \| \| \| \| MVR nach Les Pléiades \| \| \| \| \| nach Clarens (1912–1955) \| \| \| \| 6,7900,97 \| Chantemerle \| 661 m ü. M. \| \| \| \| Baye de Clarens (80 m) \| \| \| \| 7,3101,49 \| Vers-Chez-Robert \| 680 m ü. M. \| \| \| \| Cornaux (45 m) \| \| \| \| 7,7901,99 \| Cornaux \| 704 m ü. M. \| \| \| \| Chamby-Musée \| 736 m ü. M. \| \| \| 8,4102,61 \| Abzw \| 735 m ü. M. \| \| \| \| MOB von Montbovon, Zweisimmen und Lenk \| \| \| \| 8,7602,95 \| Chamby (Keilbahnhof) \| 749 m ü. M. \| \| \| \| MOB nach Montreux \| \| \| \| \| \| \| \| Quellen: [1][2][3][4] \| \| \| \| |                     |                                        |                                        |
| |                     |                                        |                                        |
| Strecke |                     | MVR von Vevey                          | MVR von Vevey                          |
| Haltepunkt / Haltestelle Streckenanfang (Strecke außer Betrieb) · Bahnhof | 5,7300,00           | Blonay                                 | 620 m ü. M.                            |
| Strecke (außer Betrieb) · Abzweig geradeaus und nach links |                     | MVR nach Les Pléiades                  | MVR nach Les Pléiades                  |
| Strecke nach rechts (außer Betrieb) · Strecke |                     | nach Clarens (1912–1955)               | nach Clarens (1912–1955)               |
| Haltepunkt / Haltestelle | 6,7900,97           | Chantemerle                            | 661 m ü. M.                            |
| Brücke über Wasserlauf |                     | Baye de Clarens (80 m)                 | Baye de Clarens (80 m)                 |
| ehemalige Blockstelle | 7,3101,49           | Vers-Chez-Robert                       | 680 m ü. M.                            |
| Tunnel |                     | Cornaux (45 m)                         | Cornaux (45 m)                         |
| Haltepunkt / Haltestelle | 7,7901,99           | Cornaux                                | 704 m ü. M.                            |
| Abzweig geradeaus und von links · Kopfbahnhof Streckenende und quer |                     | Chamby-Musée                           | 736 m ü. M.                            |
| Blockstelle | 8,4102,61           | Abzw                                   | 735 m ü. M.                            |
| Abzweig geradeaus und von links |                     | MOB von Montbovon, Zweisimmen und Lenk | MOB von Montbovon, Zweisimmen und Lenk |
| Bahnhof | 8,7602,95           | Chamby (Keilbahnhof)                   | 749 m ü. M.                            |
| Strecke |                     | MOB nach Montreux                      | MOB nach Montreux                      |
| |                     |                                        |                                        |
| Quellen: |                     |                                        |                                        |

Die Bahnstrecke Blonay–Chamby ist eine 2,95 Kilometer lange, meterspurige, elektrifizierte und durchgehend eingleisige Bahnstrecke im Kanton Waadt in der Schweiz, die den Transports Montreux–Vevey–Riviera (MVR) gehört. Sie wird in der Sommersaison von der Museumsbahn Blonay–Chamby (BC) als historische Bahn betrieben.

## Geschichte
Die Bahnstrecke von Blonay nach Chamby ging am 1. Oktober 1902 als Teil der Gesamtstrecke Vevey–Saint-Légier–Blonay–Chamby in Betrieb. Bauherr war die frühere Chemins de fer électriques Veveysans (CEV), welche bis zum 21. Mai 1966 auch einen fahrplanmässigen Verkehr durchführte.
Nachdem der Personenverkehr wegen zu geringer Fahrgastzahlen eingestellt worden war, übernahm der Verein Museumsbahn Blonay–Chamby den Betrieb und richtete zum 20. Juli 1968 die erste Schweizer Museumsbahn ein. Die Museumsbahn Blonay–Chamby ist seither offizielles Eisenbahnverkehrsunternehmen und besitzt hierfür eine eidgenössische Personenbeförderungskonzession. Die Infrastrukturkonzession verblieb jedoch bei der CEV, ab 2001 bei deren Rechtsnachfolgerin Transports Montreux–Vevey–Riviera (MVR).
Anlässlich der Aufnahme des Museumsbetriebs wurde 1968 ferner eine etwa 200 Meter lange Stichstrecke zwischen der Diensthaltestelle Bifurcation und dem neu erstellten Depot, Chamby-Musée genannt, in Chaulin errichtet, das dem Verein als Eisenbahnmuseum dient.
Ab 1998 wurde der Betrieb auf der Bahnstrecke Blonay–Chamby ganzjährig als Ergänzung zu den Zügen der Museumsbahn unter dem Namen Chemin de fer léger de la Riviera mit durchgehenden fahrplanmässigen Zügen auf der Bahnstrecke Vevey–Blonay–Chamby–Montreux ergänzt, 2000 mussten die durchgehenden Züge wegen mangelnder Nachfrage aber wieder aufgegeben werden. Seither dient die Bahnstrecke wiederum nur den saisonalen Museumszügen und den Dienstzügen der MVR.

## Betrieb
Der historische Fahrbetrieb findet regelmässig an allen Wochenenden zwischen Anfang Mai und Ende Oktober statt. Neben Eisenbahnfahrzeugen kommen dabei auch Strassenbahn-Wagen zum Einsatz. Im offiziellen Kursbuch sind die Museumskurse im Fahrplanfeld 115 aufgeführt. Als Zusatz dient das Fahrplanfeld 115.1, es beinhaltet den jeweils am letzten Sonntag eines Monats verkehrenden Dampfzug zwischen Chamby-Musée und Vevey.
Bei der Zugbildung muss berücksichtigt werden, dass der Viadukt über den Baye de Clarens eine eingeschränkte Tragfähigkeit hat, welche Doppeltraktionen nicht zulässt. Deswegen werden bei Zügen, die zwei Triebfahrzeuge benötigen, diese in der Regel an der Zugspitze und am Zugschluss beigestellt. Das dient auch der Vermeidung von Rangiermanövern an den Endstationen.
Zusätzlich zu den historischen Zügen verkehren ganzjährig Dienstzüge für den Streckenunterhalt. Darüber hinaus gibt es Sonderzüge und betrieblich bedingte Überfuhren zwecks Fahrzeugunterhalt. Letztere verkehren zwischen dem Netz der Transports Montreux–Vevey–Riviera und dem der Montreux-Berner Oberland-Bahn, insbesondere zu deren Werkstätte in Chernex.

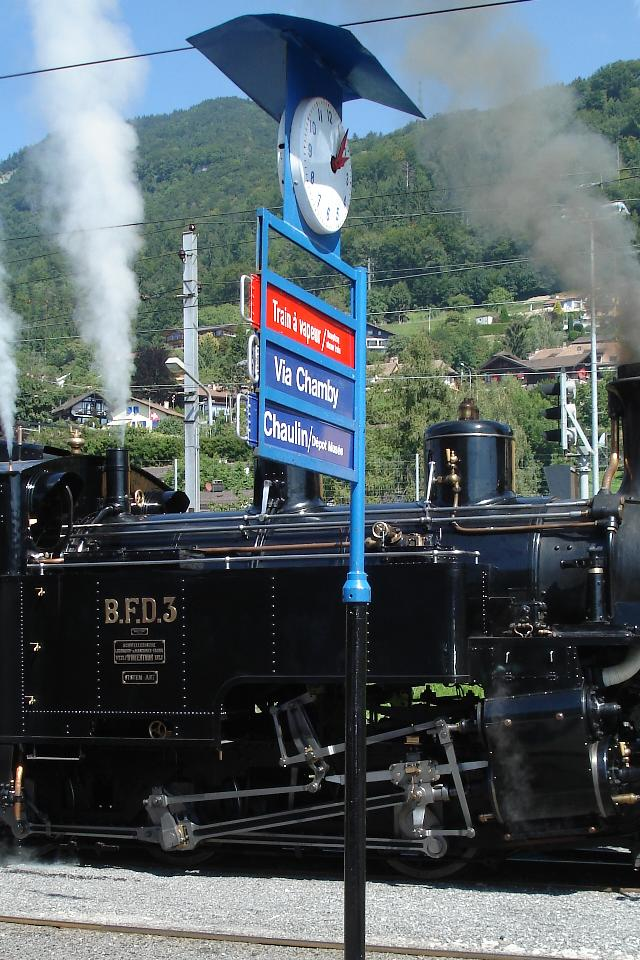
Historischer Fahrtzielanzeiger in Blonay, 2010
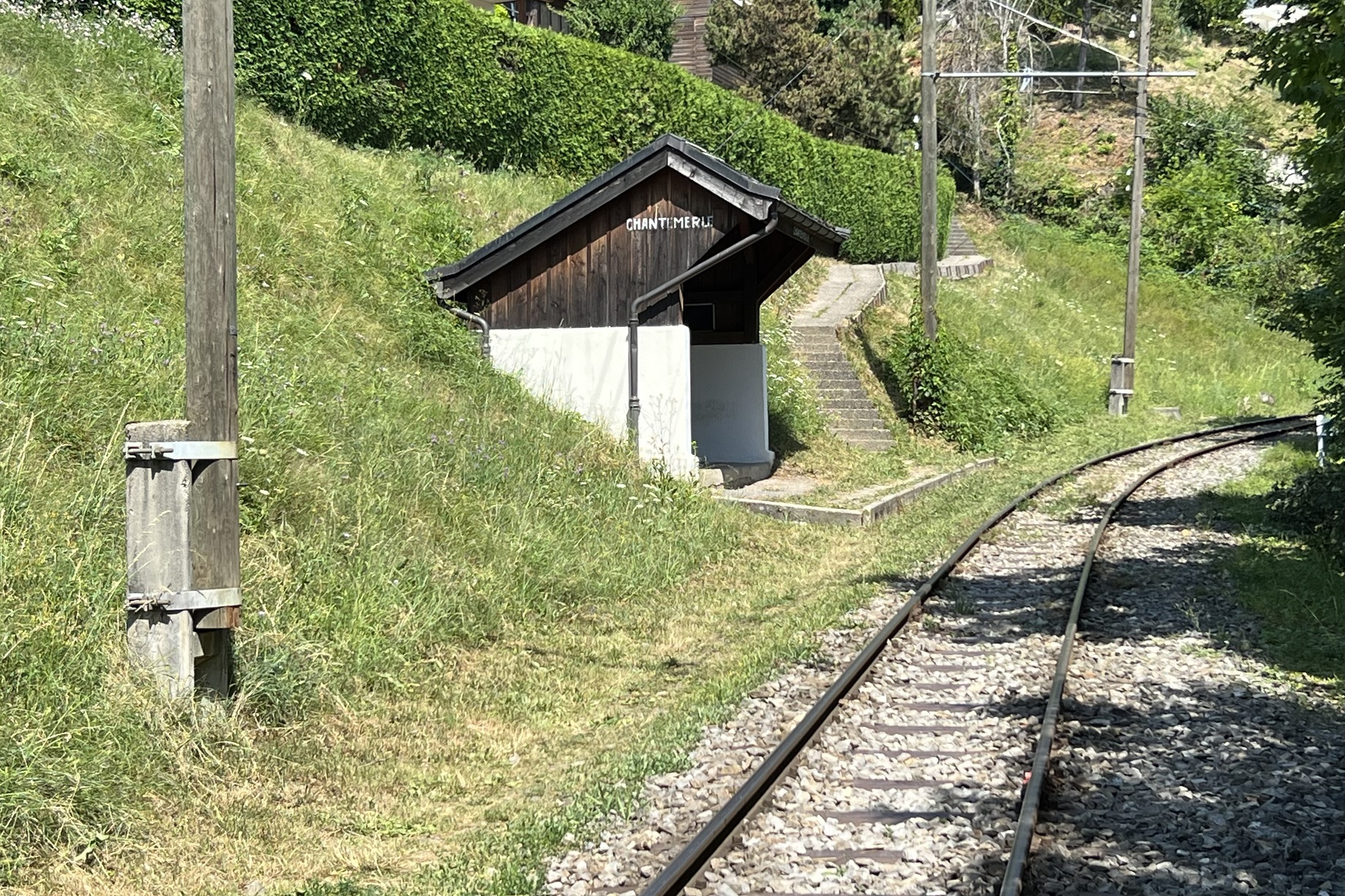
Haltestelle Chantemerle, 2023
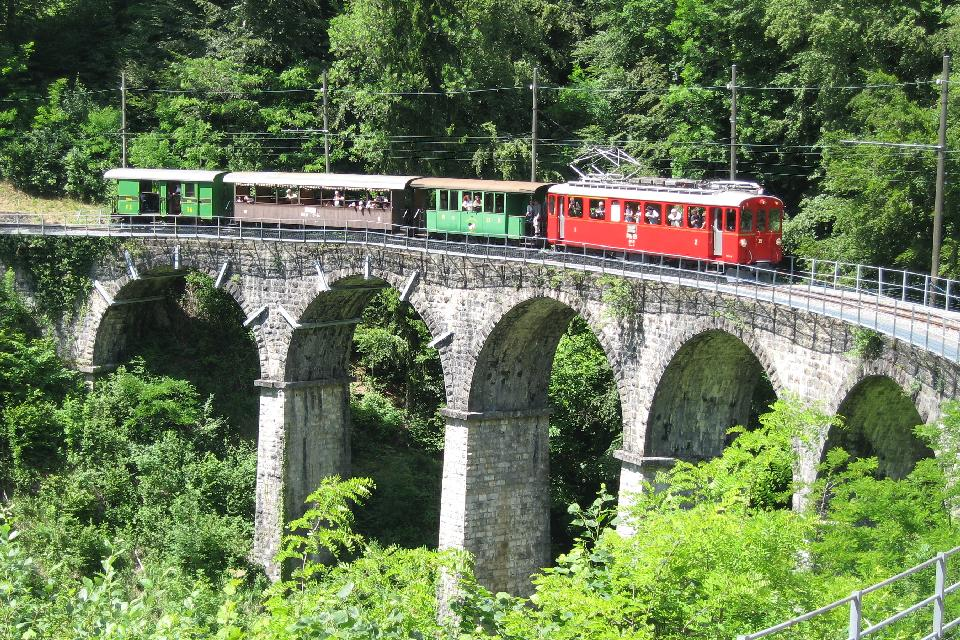
Viadukt über den Baye de Clarens, 2010
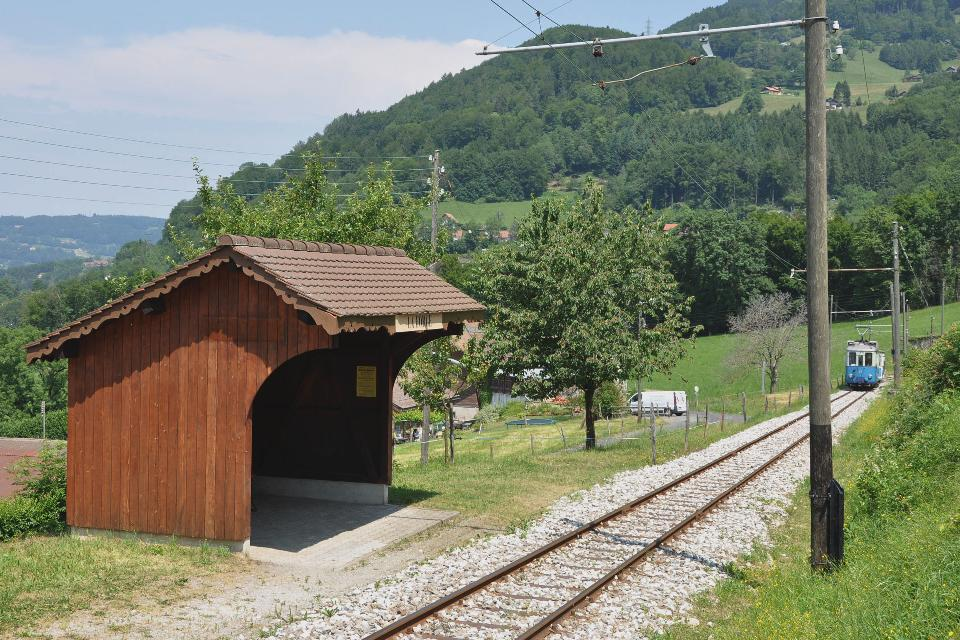
Haltestelle Cornaux, 2010
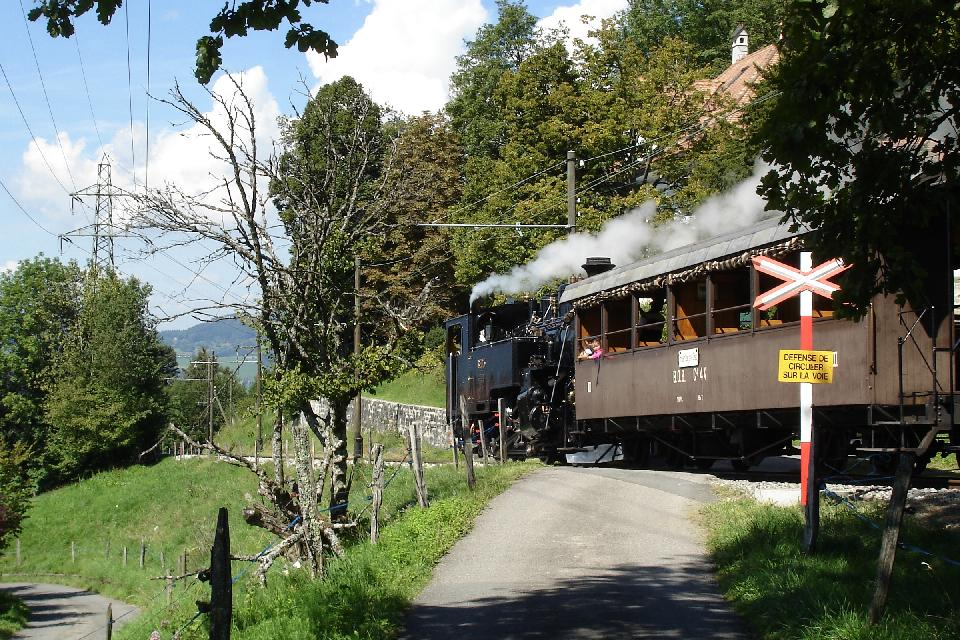
Bahnübergang zwischen Cornaux und Bifurcation, 2010
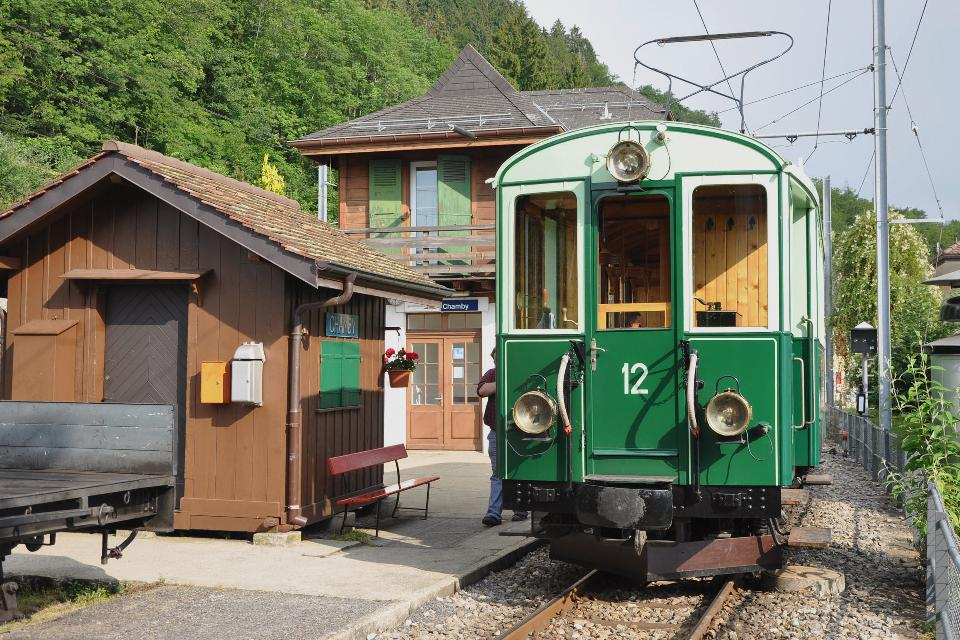
Bahnhof Chamby, 2010
Bahnhof Chamby, 1975